# りえちゃん14歳
りえちゃん14歳（りえちゃんじゅうよんさい、1968年1月 - ）は、日本の漫画家。男性。愛知県名古屋市出身。主に成年向け漫画雑誌で活動し、美少女コミック・ロリコン漫画作品を中心に執筆する。女性向け作品での名義は「香苗 きいろ（かなえ きいろ）」。同人活動の際の名義は「おすしやすけろく」、その後コミックマーケットC78で頒布した同人誌『少女系男子』より「おすろく」に改名し、ティーンズラブ作品でも「おすろく」名義を使用している。

## 来歴
高校卒業後、東映の下請けをしていた会社に就職し、アニメーターになる。しかし、自分には合わないことがわかり1年で退職。その後は書店のアルバイトをしながら、白夜書房やその系列会社である少年出版社（のちのコアマガジン）の雑誌『熱烈投稿』などの投稿コーナーへ美少女イラストを投稿していた。
白夜書房は、ロリコン漫画雑誌の草分けで「おたく」という言葉を生み出した『漫画ブリッコ』を創刊、1986年の同誌廃刊後に『漫画ホットミルク』を刊行。1995年にはアダルト・サブカルチャー出版部門をコアマガジン社に統合している。
当時は漫画家を目指していたわけではなかったが、投稿先の一つである『漫画ホットミルク』の投稿コーナーでイラストが入選して評価され、編集部から「漫画を描いてみないか」と原稿依頼を受ける。「りえちゃん14歳」のペンネームはその当時から使用していたものである。
1988年『漫画ホットミルク』掲載の「りえちゃん14さい」で商業誌デビュー（ペンネームがそのままデビュー作のタイトルになっている）。その後『漫画ホットミルク』を含む商業誌で活動し、同誌の他、松文館、富士美出版、二見書房、桃園書房等が発行する成年向け漫画雑誌、コミックアンソロジーに作品が掲載される。またコアマガジン社の『スーパー写真塾』などのアダルト雑誌にもイラストを寄稿していた。
作風は甘く繊細なタッチの絵柄で、ペンネームのとおり10代の少女を主人公とした、少女愛（ロリコン）や少女同士の同性愛（百合）などをテーマとするもの。当時のおたく・萌え文化の隆盛による美少女コミック・ロリコン漫画ブームを背景に、1993年に白夜書房から刊行された処女単行本『卒業アルバム』は10万部を超える売り上げを記録した。なおデビューの翌年に起きた連続幼女誘拐殺人事件による有害コミック騒動の際にも、作風がソフト路線だったためさほど影響はなかったと本人が語っている。
最も影響を受けた人物として、画家のおおた慶文、漫画家では内山亜紀と遊人、写真家のデイヴィッド・ハミルトンを挙げている。
2004年、光彩書房発行の女性向けアンソロジー本に「香苗 きいろ」名義で掲載した作品が同名義で単行本化し、光彩コミックスより発売された。これを機にペンネームをこちらに統一しようとしたが、断念する。
再度「りえちゃん14歳」名義で活動を開始し、茜新社の成人向け漫画雑誌『COMIC LO』Vol.16からVol.19、2006年2月号、2006年3月号に作品が掲載された。
およそ2年間の休業の後、リイド社の漫画雑誌『MEN'S GOLD』2008年12月号にて復帰。
その傍ら、2000年代には山野車輪のアシスタントも務め、背景や説明図などを担当する（人物キャラクターは描いていない）。
同人活動としては、1990年代より同人サークル「STUDIO CUSTOM」で活動している。

## 作品リスト

### 単行本
りえちゃん14歳名義（成年向け作品）
- 『卒業アルバム』 1993年4月、白夜書房〈ホットミルクコミック〉、ISBN 4-89367-319-X
- 『あこがれ白書』 1995年2月、白夜書房〈ホットミルクコミック〉、ISBN 4-89367-467-6
- 『卒業アルバム』 1996年3月、コアマガジン〈ホットミルクコミック〉、ISBN 4-87734-055-6 ※再発版
- 『舌足らずな甘い時間』 1996年6月、コアマガジン〈ホットミルクコミック〉、ISBN 4-87734-066-1
- 『あこがれ白書』 1996年6月、コアマガジン〈ホットミルクコミック〉、ISBN 4-87734-067-X ※再発版
- 『とっておきのプレゼント』1997年5月、コアマガジン〈コアムックシリーズ〉、CD-ROM付属、ISBN 4-87734-109-9
- 『好きだから』 1997年10月、コアマガジン〈ホットミルクコミック〉、ISBN 4-87734-140-4
- 『いまどきの片思い』 2000年6月発売[7]、松文館〈別冊エースファイブコミックス〉、ISBN 4-7901-0574-1
- 『僕と彼女のピンク色 りえちゃん14歳』 2000年8月、二見書房〈Suzuran Comix〉、ISBN 4-576-00637-1
- 『一緒がいいな。』 2002年11月発売、富士美出版〈富士美コミックス〉、ISBN 4-89421-502-0
- 『あなたと一緒』 2002年12月発売[7]、松文館〈別冊エースファイブコミックス〉、ISBN 4-7901-0976-3
- 『ピンクな彼女達』 2003年12月11日発売[7]、松文館〈別冊エースファイブコミックス〉、ISBN 4-7901-1176-8

その他
- 『まだ、Pureな唇』 2004年9月発売、光彩書房〈光彩コミックス〉、ISBN 4-86093-166-1 ※香苗きいろ名義、成年コミック指定無し
- 『姉恋★ヴァージンピンク』 2013年3月、フューチャーコミックス〈乙女チック〉、全3巻 ※おすろく名義、電子書籍のみ。成年向け作品